# 約龍戈斯區
5°49′00″S 77°21′08″W / 5.8167°S 77.3522°W
約龍戈斯區（西班牙語：Distrito de Yorongos），是秘魯的一個區，位於該國中北部聖馬丁大區的里奧哈省，始建於1935年12月9日，面積74.5平方公里，海拔高度860米，2005年人口3,145，人口密度每平方公里42人。